# Bande (Nassogne)
Pour les articles homonymes, voir Bande.
Bande (orthographié également Bande en wallon) est une section de la commune belge de Nassogne située en Région wallonne dans la province de Luxembourg.
C'était une commune à part entière avant la fusion des communes de 1977.

## Étymologie
1148 Bandres
*Bandere : terre (germanique *warja) en lisière (germanique *band), ou hydronyme celtique (suffixe celtique -ara), désignant la Wamme (?).

## Géographie

### Géologie
Bande est bâti sur un éperon schisteux qui surplombe le Bonnier, un petit affluent de la Wamme.

## Démographie
- Source: INS recensements population

## Histoire
Commune du département de Sambre-et-Meuse, elle fut transférée à la province de Luxembourg après 1839.

### Le massacre de Bande

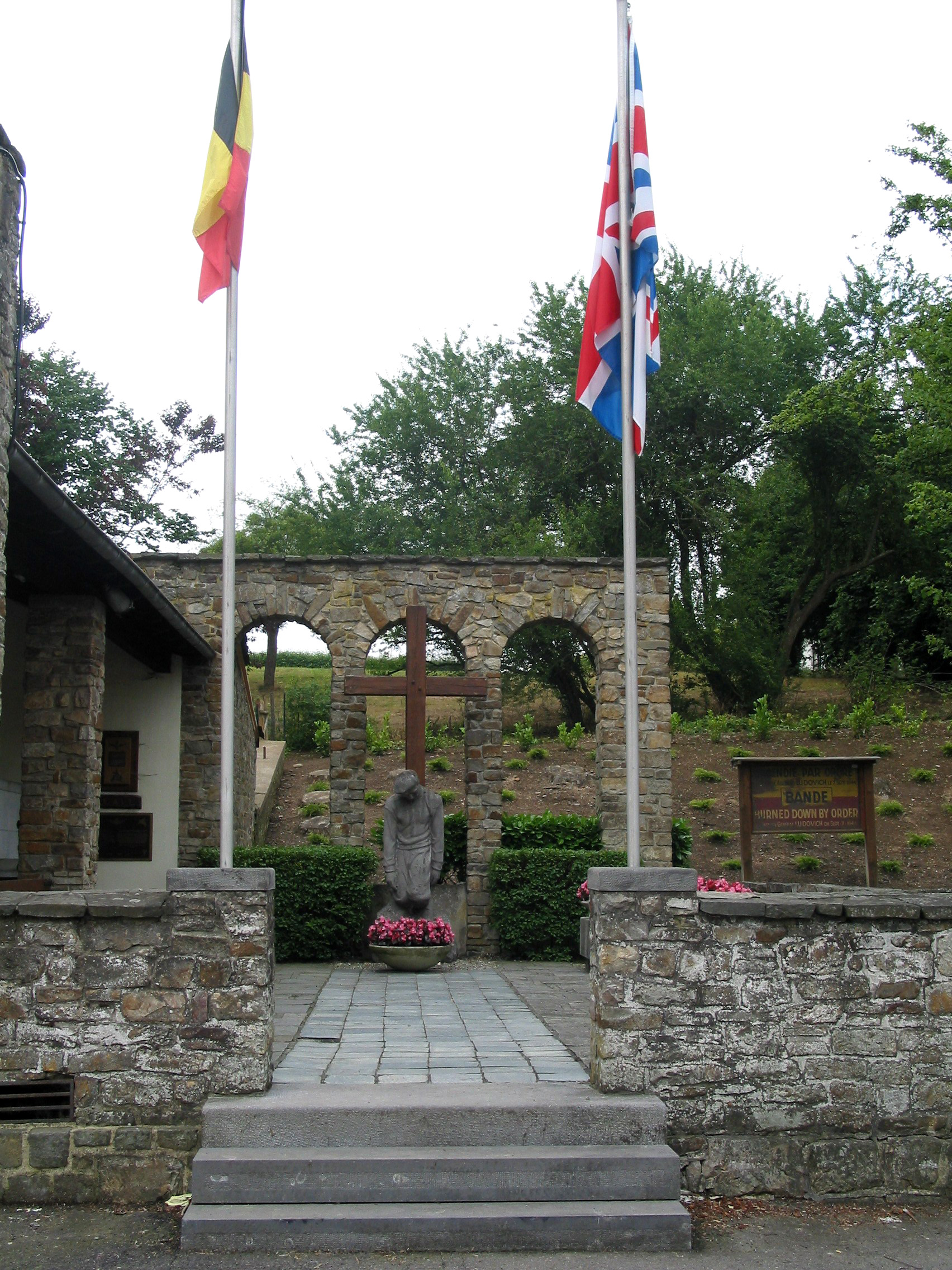
Mémorial aux 34 civils assassinés le 24-12-1944.

Lors de la Seconde Guerre mondiale, au cours de la bataille des Ardennes, le village fut le théâtre d’un massacre perpetré par une unité allemande. Le 24 décembre 1944, 34 hommes âgés de 17 à 32 ans, des civils habitant le village ainsi que des élèves du petit séminaire de Bastogne, qui avaient fui les combats qui se déroulaient dans cette ville, furent tués de sang-froid par des soldats allemands ou des collaborateurs ayant revêtu l’uniforme nazi. Ces militaires cherchaient, semble-t-il, à venger la mort d'officiers allemands attaqués par des maquisards sur la route Marche-Bastogne en septembre 1944. Un jeune homme, Léon Praile, qui avait à plusieurs reprises incité vainement ses camarades à tenter l'une ou l'autre fuite ou rébellion, parvint à échapper à ses gardiens avant qu’ils ne puissent l’abattre et se cacha. Les corps ne furent découverts que le 12 janvier 1945 lorsque les troupes britanniques du 9e Bataillon Parachutiste libérèrent le village pour la seconde fois et que Léon Praile sortit de sa cache et relata les faits dont il avait été témoin. Les soldats anglais nettoyèrent les corps gelés pour les restituer à leurs familles. Ce sont eux encore qui, à l'initiative de leur chef, retardèrent leur départ du village pour transporter les cercueils et rendre les honneurs aux victimes le jour de leurs funérailles. Un seul auteur des faits, Ernst Haldiman, un citoyen suisse membre du Sicherheitsdienst, put être identifié. Après la guerre, il fut arrêté en Suisse et condamné par un tribunal de guerre à 20 ans de prison.
Le massacre est évoqué par Léon van der Essen, professeur de l'Université catholique de Louvain et membre de la Commission des Crimes de Guerre, dans son témoignage donné le 4 février 1946 au cours du procès de Nuremberg.

## Économie

### Transport
Une partie du village est traversé par la nationale 4.

## Personnalités
- Théophile Godfraind, médecin et scientifique belge est né au village en 1931.